# اکاکسور
اجه‌خور (به ترکی آذربایجانی: Əcəxur) یک منطقه مسکونی در جمهوری آذربایجان است که در شهرستان قوسار واقع شده‌است. اجه‌خور ۶۰۷ نفر جمعیت دارد.

## خصوصیات
اکاکسور ۷۸۶ نفر جمعیت دارد.